# Wolfgang Neff
Wolfgang Neff (* 8. September 1875 als Wolfgang Bruna in Prag; † 10. Juni 1939 ebenda) war ein tschechoslowakisch-deutscher Schauspieler, Theaterregisseur und Filmregisseur.

## Leben
Neff kam als unehelicher Sohn des Fleischhauers und späteren Finanzaufsehers Nathan Nefeles und der Schneiderstochter Franziska Bruna zur Welt. Zunächst katholisch getauft, wurde er nach der Heirat seiner Eltern 1877 zum Judentum konvertiert. Beruflich arbeitete er anfänglich zwei Jahre in der Glas-Exportfirma seines Onkels. Anschließend war er drei Jahre Bürokraft und bildete sich ein Jahr in Malerei aus. Von 1900 bis 1903 erhielt er Schauspielunterricht bei Günther Pettera.
Sein Bühnendebüt gab Neff 1903 in Lüneburg. Weitere Stationen waren Thorn (1904), Stralsund (1905), Konstanz (1906) und Kiel (1909). Ab 1905 führte er auch amtlich den Nachnamen Neff, den er zuvor nur informell verwendet hatte. Im Jahr 1910 kam er nach Berlin und wurde 1911 als Oberregisseur an das Friedrich-Wilhelmstädtische Schauspielhaus berufen. Er spielte die Titelrollen in König Lear, Macbeth und Nathan der Weise.
1913 stand er als Schauspieler erstmals vor der Kamera. Nach kriegsbedingter Unterbrechung, während der er unter anderem an der italienischen Front diente, stieg er 1919 wieder ins Filmgeschäft ein und war ab 1920 ausschließlich als Regisseur aktiv. Er drehte Filme aller Art, darunter wiederholt Liebesfilme und Komödien von Drehbuchautorin Jane Beß. Im Januar 1922 gründete er mit dem Kaufmann Herbert Albrecht die Work-Film GmbH (1922–1925) und im Oktober 1923 als Alleininhaber die India-Film GmbH (1923–1929). Sein Bergfilm Der Todesweg auf die Bernina wurde 1931 zum letzten deutschen Stummfilm. Im Tonfilmzeitalter erhielt er keine Regieaufträge mehr.
Neff, der nach der NS-Rassenlehre als „Halbjude“ galt, war noch bis 1936 in Berlin mit kleineren Arbeiten bei der Herstellung von Dokumentationen beschäftigt. Im November desselben Jahres kehrte er dann in seine Heimatstadt Prag zurück, wo er bei seiner Schwester Hedwig Engländer wohnte und von ihr finanziell unterstützt wurde. Zuletzt staatenlos, verstarb Wolfgang Neff wenige Monate nach der deutschen Annexion der Tschechoslowakei in einem Sanatorium im Prager Stadtteil Podolí.
Von 1928 bis zur Scheidung 1936 war Neff mit der Stenotypistin Julie Glaser verheiratet.

## Filmografie (als Regisseur)
- 1913: Der Fleck (nur Schauspieler)
- 1913: Brutal (nur Schauspieler)
- 1913: Die Czernowska (nur Schauspieler)
- 1916: Der Fall Hoop (nur Schauspieler)
- 1919: Wehrlose Opfer (nur Schauspieler)
- 1920: Die andere Welt (nur Schauspieler)
- 1919: Leichnam 427 (unsicher)
- 1920: Der Spitzel
- 1920: In den Goldfeldern von Nevada
- 1920: Rafaello – Das Rätsel von Kopenhagen 1
- 1920: Der Schrecken der Millionäre
- 1920: Die Sklavenhalter von Kansas-City
- 1920: Der Mann in der Falle
- 1920: Der Plan der Drei
- 1920: Das Geheimnis der Mitternachtsstunde
- 1920: Eine Frauenschönheit unter dem Seziermesser
- 1920: Der Unerkannte
- 1920/21: Nat Pinkerton im Kampf (2 Teile)
- 1921: Das Achtgroschenmädel, Teil 1
- 1921: Großstadtmädels (3 Teile)
- 1921: Apachenrache, 3. Teil
- 1921: Die Brillantenmieze (2 Teile)
- 1921: Die Hafenlore (2 Teile)
- 1921: Das Kind der Straße (2 Teile)
- 1921: Hände hoch
- 1921: Die kleine Midinette
- 1922: Razzia
- 1922: Der Heiratsschwindler
- 1922: Bummellotte
- 1922: Morast
- 1922: Schamlose Seelen oder Ein Mädchenschicksal (auch Produktion)
- 1922: Brudermord
- 1922: Divankatzen
- 1922: Die Königin von Whitechapel
- 1922: Die Liebeslaube
- 1924: Das Herz der Lilian Thorland
- 1925: Aschermittwoch
- 1925: Das alte Ballhaus (2 Teile)
- 1925: Die Kleine aus der Konfektion
- 1925: Volk in Not
- 1926: Herbstmanöver
- 1926: Wie bleibe ich jung und schön – Ehegeheimnisse
- 1927: Die Lorelei
- 1927: Zirkus Renz
- 1927: Der Kavalier vom Wedding
- 1927: Deutsche Frauen – deutsche Treue
- 1927: Wien, Wien – Nur du allein
- 1927: Das Mädchen aus Frisco
- 1927: Ich war zu Heidelberg Student
- 1928: Wer das Scheiden hat erfunden
- 1928: Das Hannerl von Rolandsbogen
- 1929: Morgenröte
- 1930: Sturm auf drei Herzen
- 1930: Ratten der Großstadt
- 1931: Der Todesweg auf die Bernina